# François-Constant Girel
François-Constant Girel est un opérateur français de prises de vue du cinéma (1873-1952).
Employé par Louis Lumière, il est crédité comme l'un des découvreurs du travelling (juste avant Alexandre Promio).
« François-Constant Girel, envoyé en Allemagne, avait emprunté un bateau pour les commodités du voyage, et il avait filmé, alors qu’il était sur le pont, les rives du Rhin, qui défilaient sous ses yeux. Le journal de Lyon s’extasiait, “ il est une vue d’un effet absolument nouveau, prise sur un bateau en marche se rendant à Cologne, et où l’on voit défiler, sous forme d’un magnifique panorama, les rives si renommées du Rhin ».
Il parcourt le monde pour filmer et promouvoir le cinéma, notamment en Russie et au Japon.